# Горушевняк
Горушевняк (хорв. Goruševnjak) — населений пункт у Хорватії, у Вараждинській жупанії у складі громади Виниця.

## Населення
Населення за даними перепису 2011 року становило 74 осіб.
Динаміка чисельності населення поселення:

## Клімат
Середня річна температура становить 9,88 °C, середня максимальна – 23,90 °C, а середня мінімальна – -6,26 °C. Середня річна кількість опадів – 989 мм.
| Клімат поселення                              | Клімат поселення | Клімат поселення | Клімат поселення | Клімат поселення | Клімат поселення | Клімат поселення | Клімат поселення | Клімат поселення | Клімат поселення | Клімат поселення | Клімат поселення | Клімат поселення | Клімат поселення |
| Показник                                      | Січ.             | Лют.             | Бер.             | Квіт.            | Трав.            | Черв.            | Лип.             | Серп.            | Вер.             | Жовт.            | Лист.            | Груд.            |                  |
| Середній максимум, °C                         | 5,74             | 7,46             | 11,62            | 15,84            | 20,78            | 23,90            | 23,27            | 22,66            | 18,69            | 13,64            | 8,15             | 4,46             |                  |
| Середня температура, °C                       | −0,26            | 1,48             | 5,64             | 9,84             | 14,77            | 17,93            | 19,66            | 19,05            | 15,08            | 10,02            | 4,55             | 0,84             |                  |
| Середній мінімум, °C                          | −6,26            | −4,53            | −0,36            | 3,85             | 8,78             | 11,92            | 16,06            | 15,45            | 11,48            | 6,42             | 0,94             | −2,75            |                  |
| Норма опадів, мм                              | 45               | 50               | 68               | 77               | 85               | 115              | 103              | 100              | 92               | 94               | 92               | 68               |                  |
| Середньомісячна швидкість вітру, м/с          | 1.80             | 2.00             | 2.40             | 2.40             | 2.30             | 2.00             | 2.00             | 1.80             | 1.80             | 1.81             | 1.90             | 1.90             |                  |
| Середньомісячна сонячна радіація, кДж/м²·день | 4098             | 6800             | 10524            | 14794            | 18835            | 20687            | 21375            | 18484            | 13710            | 8597             | 4557             | 3256             |                  |
| --------------------------------------------- | ---------------- | ---------------- | ---------------- | ---------------- | ---------------- | ---------------- | ---------------- | ---------------- | ---------------- | ---------------- | ---------------- | ---------------- | ---------------- |
| Джерело:                                      |                  |                  |                  |                  |                  |                  |                  |                  |                  |                  |                  |                  |                  |